# リューデリッツ湾
リューデリッツ湾（リューデリッツわん、ドイツ語: Lüderitzbucht）は、ナミビアにある湾。アングラ・ペケーニャ（ポルトガル語: Angra Pequena、ポルトガル語発音: [ˈaŋgɾɐ pɨˈkenɐ]、「小さな入り江」の意）とも呼ばれる。
西の大西洋に向け開いた湾で、湾東部の南岸にリューデリッツの町がある。そこより西には深い入り江であるグリフィス湾が南へ延びている。アングラ・ポイントより西はシアーウォーター湾と呼ばれる。湾内には二つの島、ペンギン島（英語版）とシール島（英語版）がある。
湾の東端部は1487年にポルトガル人探検家のバルトロメウ・ディアスによりアングラ・ペケーニャとして地図に記載された。1883年、ドイツ人商人のアドルフ・リューデリッツによりリューデリッツ湾に交易拠点を作り、リューデリッツと名づけた。イギリスがこの地域を保護領として宣言するに違いないと考えたリューデリッツ当局は1884年4月24日に権利をドイツ帝国政府へ譲渡。8月7日にオットー・フォン・ビスマルクが周辺地域と合わせてドイツ保護領と宣言した。湾はドイツ領南西アフリカでの海軍基地となった。豊富なグアノを有した湾内の二つの島は1867年にイギリス領となり、1874年にはペンギン諸島とよばれる地域の一部としてケープ植民地の一部となった。